# 法国历史遗迹

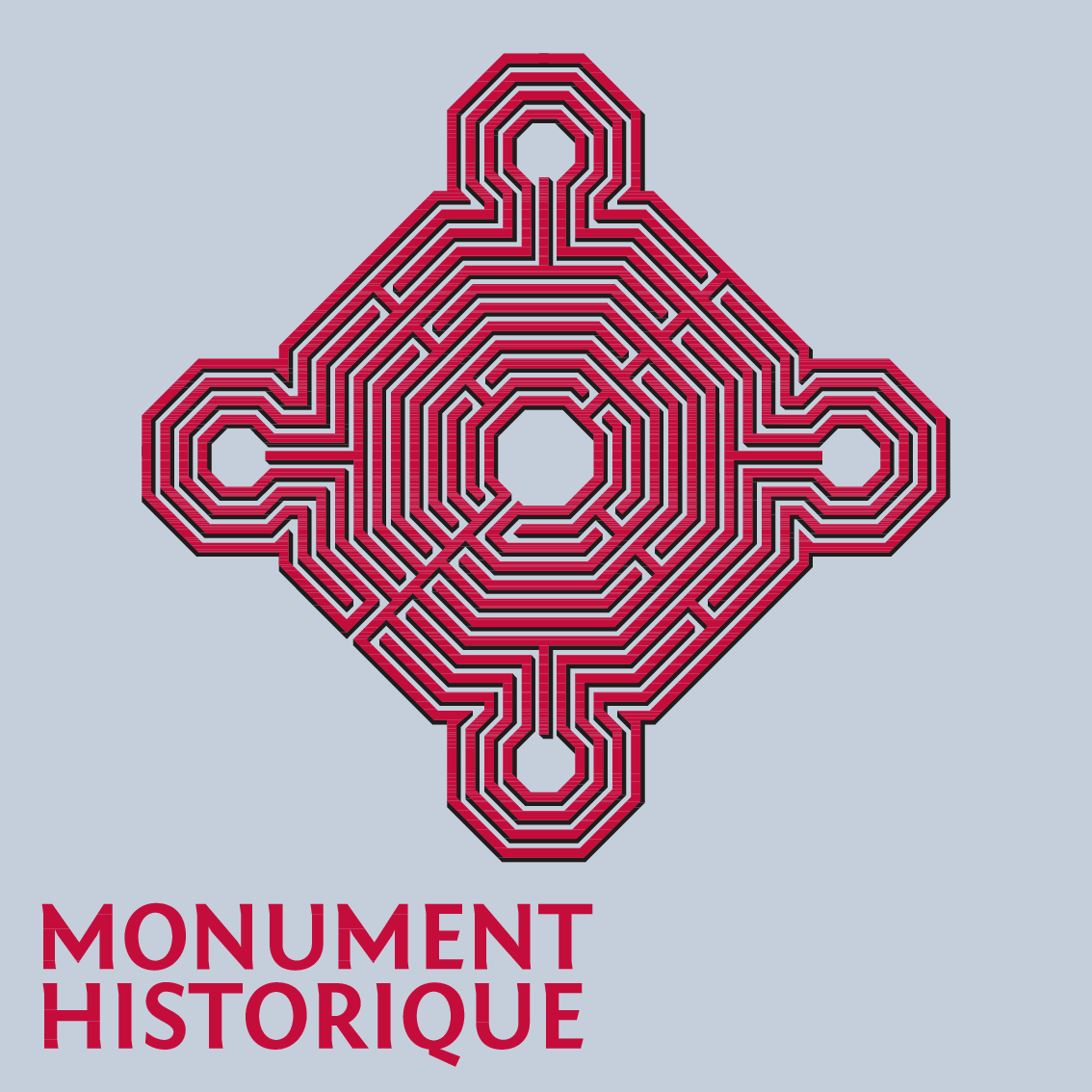
法国历史遗迹的标志

法国历史遗迹（法語：Monument historique）是法国一类因历史、艺术或建筑价值，经过行政决定确认受到保护的动产或不动产。
历史遗迹的保护分为两个等级：定级历史遗迹与注册历史遗迹。注册历史遗迹一般为其价值仅限于所在地区的历史遗迹。定级历史遗迹则包括了具有全国影响的历史遗迹，它们受到的保护程度也是最高的。建筑类遗迹如果不是整体收到保护的话则需详细列出建筑中受到保护的部分。
截止到2014年，在法国全境共有44318处历史建筑（不动产）。截止到2012年，共有260000件动产类历史遗迹。

## 介绍
在法国大革命和浪漫主义同时作用下推动七月王朝建立了保护历史遗迹的政策。这个政策登记了具有公共价值（主要是艺术与历史价值，和公用价值）的建筑物（建筑、花园、公园、考古遗址）。
历史遗迹的保护分为两个等级：定级历史遗迹与注册历史遗迹。注册历史遗迹一般为其价值仅限于所在地区的历史遗迹。定级历史遗迹则包括了具有全国影响的历史遗迹。
动产类历史遗迹的保护也遵循此规则。
历史遗迹的保护之前一直遵照1913年12月31日公布的法律，但现在则由法国遗产法规定。
所有收到保护的历史遗迹都在法律上得到了官方认证。

## 历史

### 起源和成因
最初为了国有化僧侣、已移居国外的法国人遗迹法国皇室财产而建立的法律提出了国有财产的概念。这些国有财产有着大相径庭的命运。他们中的一部分经过公诉受到了破坏；一部分则由国家保护并转作他用；大部分则被国家卖给了其他人（许多都被作为建材采石场后消失）。
1790年在巴士底狱被攻占并拆除后，奥本-路易·米兰提交给国民制宪议会的报告中第一次提到了历史遗迹的概念。历史遗迹成为了革命前旧政权的象征。保存旧政权的遗迹的观点开始受到欢迎，制宪会议在夏尔·莫里斯·德塔列朗-佩里戈尔影响下与1790年10月13日通过了建立研究艺术科学遗迹委员会的法案。1791年，亚历山大·勒努阿尔被提名建立保存所有需要保护的建筑残片的法国历史遗迹博物馆。博物馆于1795年开放，但随后由于波旁复辟，被路易十八通过1816年4月24日法令关闭。所有博物馆藏品都被要求还给原本所属的家庭和教会，但是在交换之前这些藏品就都已经消失不见了。
对历史遗迹的破坏让浪漫主义者十分不满（弗朗索瓦-勒内·德·夏多布里昂或是维克多·雨果在1825年发表了向破坏文物者宣战的文章）。保护工作从建立需要保护的历史遗迹清单开始：1795年起民用建筑委员会完成了路易十六开始建设的城堡清单；1820年，拜伦·泰勒和夏尔·诺迪埃在法国第一个考古协会建立时发表了文章《法国旧社会优美浪漫之旅》。

## 历史分布和统计

法国各省历史遗迹的密度。

截至2015年2月1日，法国共有43600栋列为历史遗迹的建筑（其中14100栋为定级遗迹，29500栋为注册遗迹）、30万件家具（135000定级，150000注册）以及1400个管风琴。49.4%的历史遗迹为私人财产；市政府拥有55.82%的历史遗迹，国家5.67%；其他行政级别3.6%。三分之一的历史遗迹为住宅，29.6%为宗教建筑。
2014年，不同历史遗迹的时期：
- 3,82 % 史前及原史时代；
- 1,65 % 古代；
- 32,67 % 中世纪；
- 44,24 % 现代；
- 17,62 %当代。

自1977年起，法国楼房建筑师组织也通过对位于遗产或环境保护区域内的建筑拆除许可来对法国建筑遗产进行保护。
面对越来越多的历史遗迹，一些作者如Françoise Choay认为历史遗迹已成为了一种动物囤积症：国家持续增加被保护的历史遗迹却没用能力对所有建筑施以真正的保护。
目前，文化部批准的修复贷款被分散至大区文化事务管理部或由遗产及文化不动产工程中心管理。

### 统计
以下图标展示了自1840年以来每十年的新增历史遗迹数量。